# 晚报 (瑞典)
《晚报》（瑞典語：Aftonbladet）是1830年創辦於瑞典斯德哥爾摩的日報。該報在2010年代一度持反以色列以及親俄立場。在壓力下該報的一位編輯於2019年辭職。

## 外部連結
- 官方网站